# Plant
Pour les articles homonymes, voir Plant (homonymie).

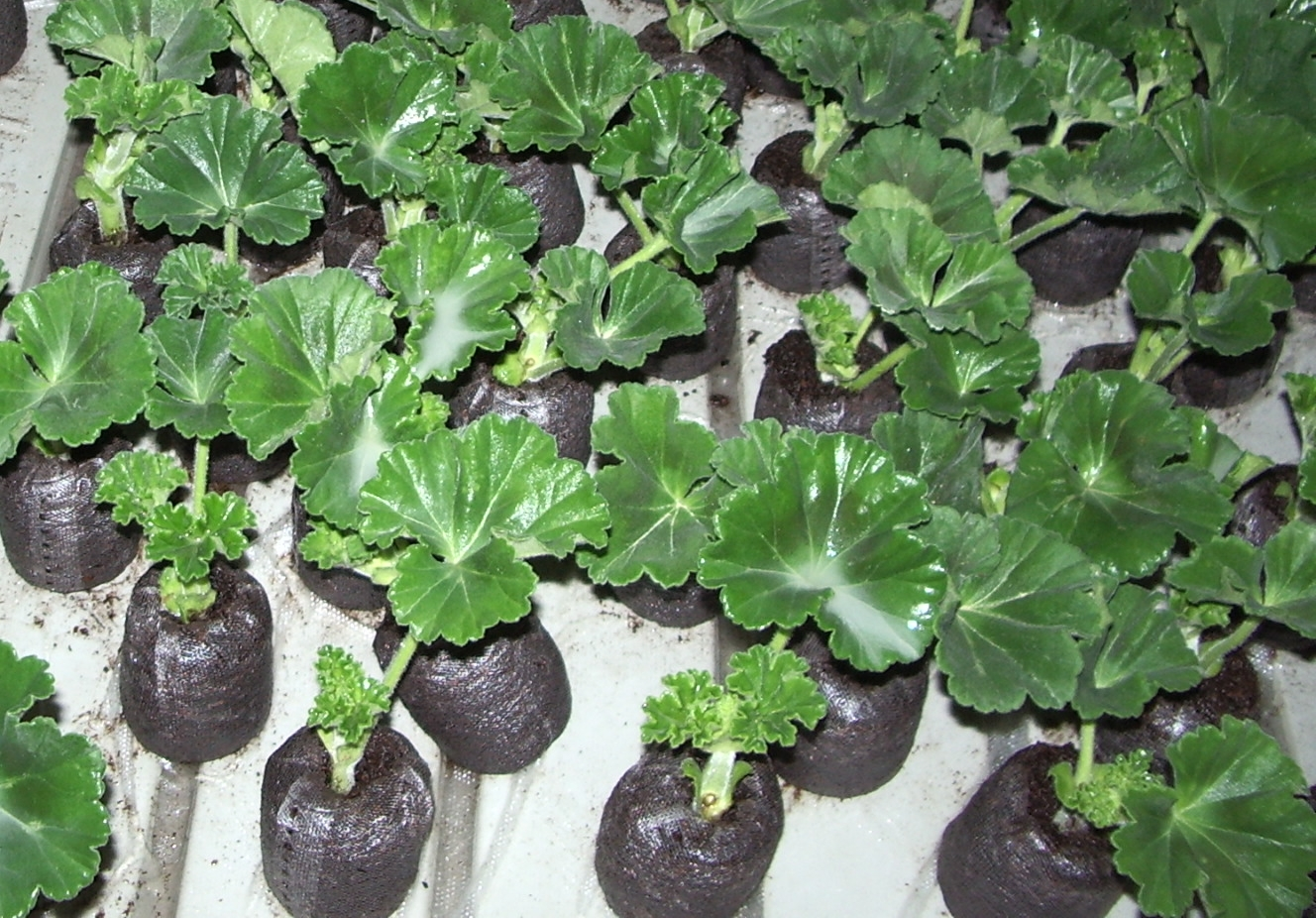
Plants de géraniums (issus de boutures) en motte.

En agriculture et jardinage, un plant est une jeune plante, au début de sa croissance, destinée à être transplantée sur son lieu de culture définitif. Ce plant peut être issu de graine, de bouture ou d'une autre partie d'un végétal (tubercule, bulbe, corme, stolon etc.).
On distingue notamment : les plants de nombreux légumes (ou plants maraîchers) tels que les laitues , les tomates, les choux, les melons..., les plants de pomme de terre, les plants de fraisiers, les griffes d'asperges, les œilletons d'artichauts, les plants de fleurs vivaces, les plants de vigne, les plants d'espèces aromatiques, les plants de petits fruits rouges, les plants d'arbres fruitiers, d'arbres ornementaux, d'arbres d'alignement ainsi que les plants d'arbustes de différentes espèces...

## Législation française
Un arrêté du 17 mars 2008 fixe les exigences et recommandations en matière de certification de conformité de semences et de plants. Il stipule que les « plants » sont des « plantes entières et parties de plantes destinées à être plantées en vue de la production. Dans le cas de plantes greffées, le greffon fait partie intégrante du plant », les semences étant « comprises au sens botanique du terme, et destinées à être plantées ».

## Plant de légume
Un plant de légume est généralement produit à partir d'une semence en vue de produire un légume. Il peut être greffé. 

## Plant de pomme de terre
Un plant de pommes de terre résulte de la mise en culture d'un tubercule de cette plante.